# 土屋文明
土屋 文明（つちや ぶんめい、1890年〈明治23年〉9月18日〈戸籍上は1月21日〉 - 1990年〈平成2年〉12月8日）は、日本の歌人・国文学者。日本芸術院会員、文化功労者、文化勲章受章者。
東大哲学科卒。伊藤左千夫に師事し、斎藤茂吉とともに歌誌「アララギ」の編集に参加。社会化された民衆の生活の内面を表そうとする歌風で、歌集に『往還集』(1930年)、『山谷集』(1935年)など。著述に『万葉集私注』(1949～56年)などがある。

## 経歴
群馬県群馬郡上郊村（現・高崎市）の貧しい農家に生まれる。祖父の藤十郎は賭博で身を持ち崩し強盗団に身を投じて北海道の集治監で獄死したと伝えられており、家族は村人たちから冷たい目で見られ幼い文明にとって故郷の村は耐えがたい環境であった。父の保太郎は農家の傍ら生糸や繭の仲買で生計を立てていたが、村に居づらく、村を出入りして商売をしていた。3歳から伯母・のぶの嫁ぎ先の福島家で育ち、幼少期にのぶの夫・福島周次郎から俳句を教わった。旧制高崎中学（現・群馬県立高崎高等学校）在学中から蛇床子の筆名で俳句や短歌を『ホトトギス』に投稿。卒業後に恩師・村上成之の紹介により伊藤左千夫を頼って上京し、短歌の指導を受け『アララギ』に参加。更に左千夫の好意により、第一高等学校文科を経て東京帝国大学（現・東京大学）に進学。東大在学中には芥川龍之介・久米正雄らと第三次『新思潮』の同人に加わり、井出説太郎の筆名で小説・戯曲を書いた。1916年（大正5年）に文学部哲学科（心理学専攻）卒業。

### 戦前

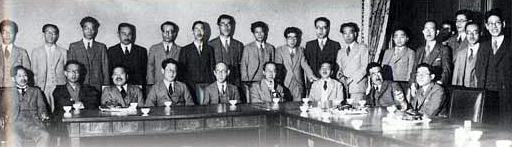
1932年頃の明治大学文芸科講師陣
（後列左から4人目が土屋文明）

1917年（大正6年）に『アララギ』選者。長野県の諏訪高等女学校・松本高等女学校で教頭・校長を務める傍ら作歌活動を続け、法政大学予科教授の1925年に第一歌集『ふゆくさ』を出版。1930年（昭和5年）には斎藤茂吉から『アララギ』の編集発行人を引き継ぎ、アララギ派の指導的存在となる。信州を去って上京する頃からの歌を収めた歌集『往還集』を発表し、歌人としての地位を確立する。自然主義文学の影響によるともいわれる、露悪的と見えるほど友人や肉親を突き放した冷静な視点の歌い方は、この歌集以降に歌壇に一般的になった。万葉集の研究に打ち込み始めるのもこの頃からである。さらに、都市社会のめざましい変貌を破調も怖れずに即物的なリアリズムで描いた『山谷集』、太平洋戦争へと向かう日本社会の動きを描いた『六月風』・『少安集』などの歌集で内容を深める。

### 戦中・戦後
第二次世界大戦中は日本文学報国会短歌部会幹事長。1944年（昭和19年）7月から約5か月中国大陸を視察。これを基にした歌集『韮菁集』を出版。終戦間近の1945年（昭和20年）5月、東京・青山の自宅が空襲により焼失。このため群馬県吾妻郡原町（現・東吾妻町）川戸に疎開、終戦をはさんで6年半同地で生活。この間にも多数の作品を制作し、『山下水』・『自流泉』といった歌集に収められている。疎開先からもしばしば上京して『アララギ』の復刊につとめ、文明選歌欄にて優れた指導力を発揮した。文明門下には近藤芳美、高安国世、吉田漱、渡辺直己、吉田正俊、岡井隆らがいる。
戦後は1952年（昭和27年）に明治大学文学部教授。東京都港区青山南町に終の棲家を定める。1953年（昭和28年）に日本芸術院賞受賞、日本芸術院会員・宮中歌会の選者（1963年には召人）になり、1984年（昭和59年）に文化功労者、1985年（昭和60年）に『青南後集』で第8回現代短歌大賞受賞、1986年（昭和61年）に文化勲章を受章。また同年に東京都名誉都民・群馬県名誉県民となる。
長い間歌壇の最長老として活動し、晩年まで創作活動を続けた。1990年（平成2年）に肺炎のため東京都渋谷区千駄ヶ谷の代々木病院で死去。100歳没。戒名は孤峯寂明信士。没後、従三位に叙された。墓所はときがわ町慈光寺。

## 国文学者としての文明
『万葉集』の研究でも知られ、代表作に『万葉集年表』・『万葉集私注』・『万葉集名歌評釈』などの著作がある。

## 代表歌
- この三朝あさなあさなをよそほいし睡蓮の花今朝はひらかず （『ふゆくさ』「睡蓮」1909年）
- 親しからぬ父と子にして過ぎて来ぬ白き胸毛を今日は手ふれぬ （『往還集』「父なほ病む」1929年）
- 小工場に酸素熔接のひらめき立ち砂町四十町夜ならむとす（『山谷集』「城東区」1935年）
- 青き上に榛名をとはのまぼろしに出でて帰らぬ我のみにあらじ （『青南集』1960年）
- 終りなき時に入らむに束の間の後前ありや有りてかなしむ （『青南後集』「束の間の前後」1982年）
- 相共に九十年をめざしつつ早くも君はたふれ給ふか （『青南後集以後』「上村孫作遺歌集を見て」1990年、遺作）

## 著書
- ふゆくさ 歌集 古今書院 1925 (アララギ叢書)
- 往還集 歌集 岩波書店 1930 (アララギ叢書)
- 万葉集年表（編）岩波書店 1932
- 和歌評釈選集 第1巻 万葉集名歌評釈 非凡閣 1934
- 山谷集 歌集 岩波書店 1935
- 放水路 自選歌集 改造社 1936 (新撰代表短歌叢書)
- 短歌入門  古今書院 1937
- 新選土屋文明集 新潮社 1940 (新潮文庫)
- 支那事変歌集 斎藤茂吉共編 岩波書店 1940 (アララギ叢書)
- 万葉集小径 三学書房 1941
- 旅人と憶良 創元社 1942 (創元選書)
- 六月風 歌集 創元社 1942 (創元選書)
- 万葉紀行 改造社 1943/ 筑摩叢書　1983
- 万葉集私見 岩波書店 1943
- 少安集 岩波書店 1943 (アララギ叢書)
- 万葉集上野国歌私注 煥乎堂 1944
- 短歌小径 開成館 1944
- ゆづる葉の下 自選歌集 目黒書店 1946
- 続万葉紀行 養徳社 1946/ 筑摩叢書 1983
- 韮青集 青磁社 1946
- 山下水 歌集 青磁社 1948 (アララギ叢書)
- 万葉集私注 全20巻 筑摩書房 1949－56
- 万葉集の話 筑摩書房 1951 (中学生全集)
- 山の間の霧 自選歌集 第3 白玉書房 1952
- 自流泉 歌集 筑摩書房 1953
- 万葉集 筑摩書房 1954 (鑑賞世界名詩選)
- 土屋文明歌集 角川文庫 1955
- 万葉集入門 弘文堂 1955 (アテネ文庫)、ちくま文庫 1989.12
- 新編短歌入門 角川文庫 1955、復刊1989
- 万葉名歌 社会思想研究会出版部 1956 (現代教養文庫)
- 伊藤左千夫 白玉書房 1962
- 青南集 歌集　正続 白玉書房 1967
- 続々青南集 白玉書房 1973
- 歌あり人あり 土屋文明座談 片山貞美編 角川書店 1979
- 土屋文明歌集 岩波文庫 1984 のち重版
- 羊歯の芽 筑摩書房 1984
- 方竹の蔭にて 筑摩書房 1985.7
- 新短歌入門 筑摩書房 1986.11
- 読売歌壇秀作選 読売新聞社 1987.12
- 新作歌入門 アララギ選歌後記 筑摩書房 1989.11
- 青南後集以後 石川書房 1991.8
- 土屋文明全歌集 小市巳世司編 石川書房 1993.3
- 土屋文明書簡集 小市巳世司編 石川書房 2001.3
- 万葉名歌（新装版）　アートデイズ　2001.12

## 翻訳
- 波斯神話 フイルダウシー 向陵社 1916(神話叢書)

## 文学碑

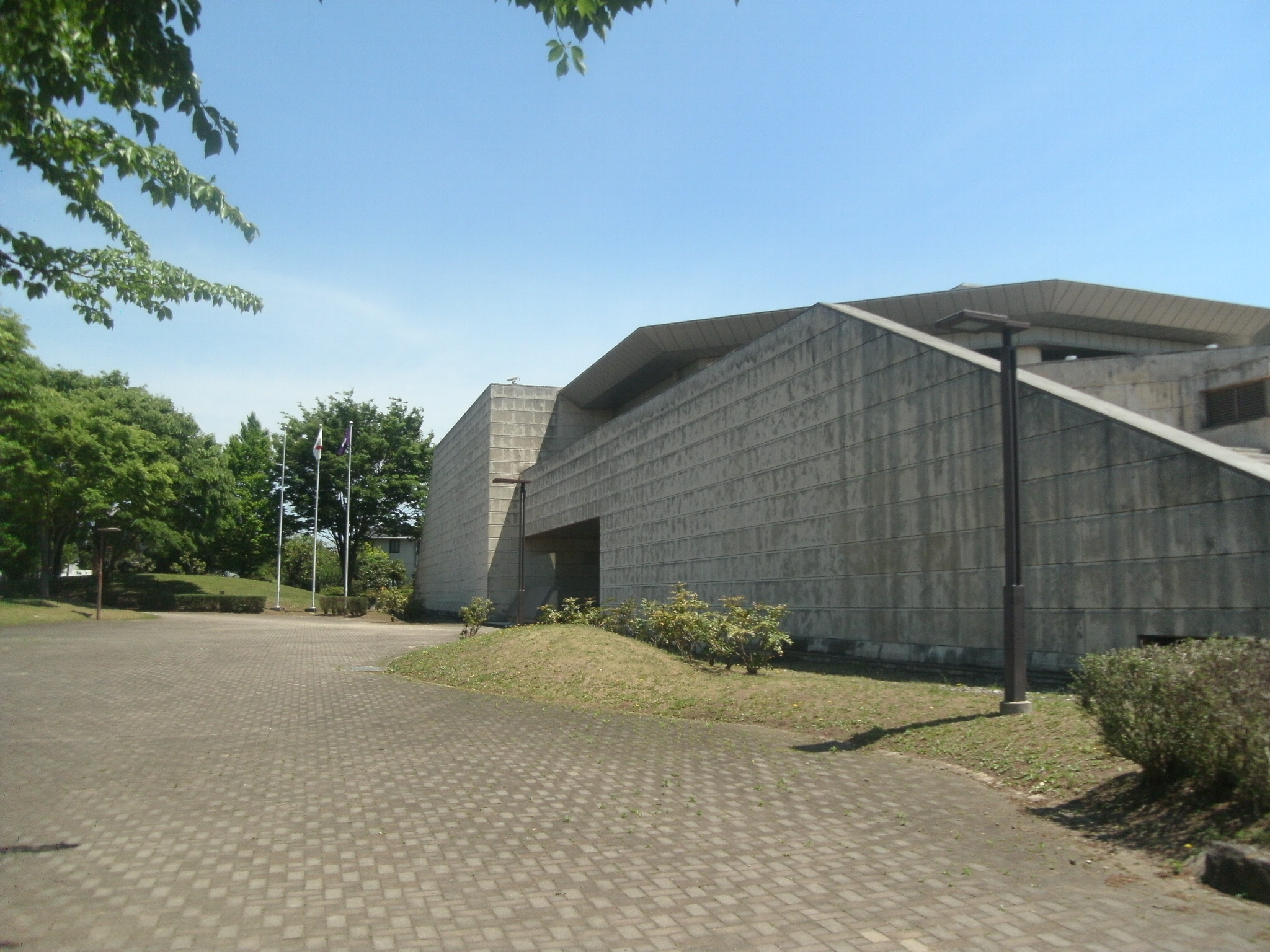
土屋文明記念文学館

- 群馬県立土屋文明記念文学館（群馬県高崎市保渡田町） 「青き上に榛名を永久の幻に出でて帰らぬ我のみにあらじ」（歌集とは表記が異なる。）

## 親族
- 長男 土屋夏実（医師、京都府衛生部長、1922-1974）[6]

## 関連著作物
- 『うた 土屋文明』（上毛新聞社） - 著者・小市巳世司。アララギ最後の発行者でもある歌人・小市巳世司が土屋文明の一万数千首にのぼる短歌作品の中から101首を選び、解説を付したもの。(ISBN 4-88058-660-9)
- 『歌人 土屋文明 ～ひとすじの道』（塙書房） - 土屋文明記念文学館編。小市巳世司をはじめとする歌人、研究者による土屋文明の評伝。(ISBN 4-8273-4072-2)